# Grundy County, Iowa
Grundy County är ett administrativt område i delstaten Iowa, USA, med 12 453 invånare. Den administrativa huvudorten (county seat) är Grundy Center. 

## Geografi
Enligt United States Census Bureau har countyt en total area på 1 302 km². 1 302 km² av den arean är land och 0 km² är vatten.  

### Angränsande countyn
- Butler County - nord
- Black Hawk County - öst
- Tama County - sydost
- Marshall County - sydväst
- Hardin County - väst

### Städer och samhällen
- Beaman
- Conrad
- Dike
- Grundy Center (huvudort)
- Holland
- Morrison
- Reinbeck
- Stout
- Wellsburg